# 4-й окремий стрілецький батальйон (Україна)
4-й окремий стрілецький батальйон (4 ОСБ) — українське військове формування військ територіальної оборони у складі оперативного командування «Північ».

## Історія
2 жовтня 2018 року у Житомирській області завершилися 10-денні навчальні збори з резервістами та військовозобов'язаними 4-го окремого стрілецького батальйону територіальної оборони. Близько 460 військовозобо'язаних пройшли вишкіл щодо володіння стрілецькою зброєю, з тактичної, тактико–спеціальної підготовки, інженерної та військово-медичної підготовки, а також зв'язку, мінної безпеки, військової топографії тощо. Завершальним етапом стали показові заняття з охорони та оборони будівель та відкритих ділянок, зокрема мостів. Збори проходили на базі 12-го окремого полку оперативного забезпечення оперативного командування «Північ», що дислокується у Новограді-Волинському.

## Структура
- управління (штаб) батальйону
- 3 стрілецькі роти
- рота вогневої підтримки
- розвідувальний взвод
- польовий вузол зв'язку
- інженерно-саперний взвод
- взвод матеріального забезпечення
- контрольно-технічний пункт
- медичний пункт
- клуб

- чисельність батальйону 492 особи

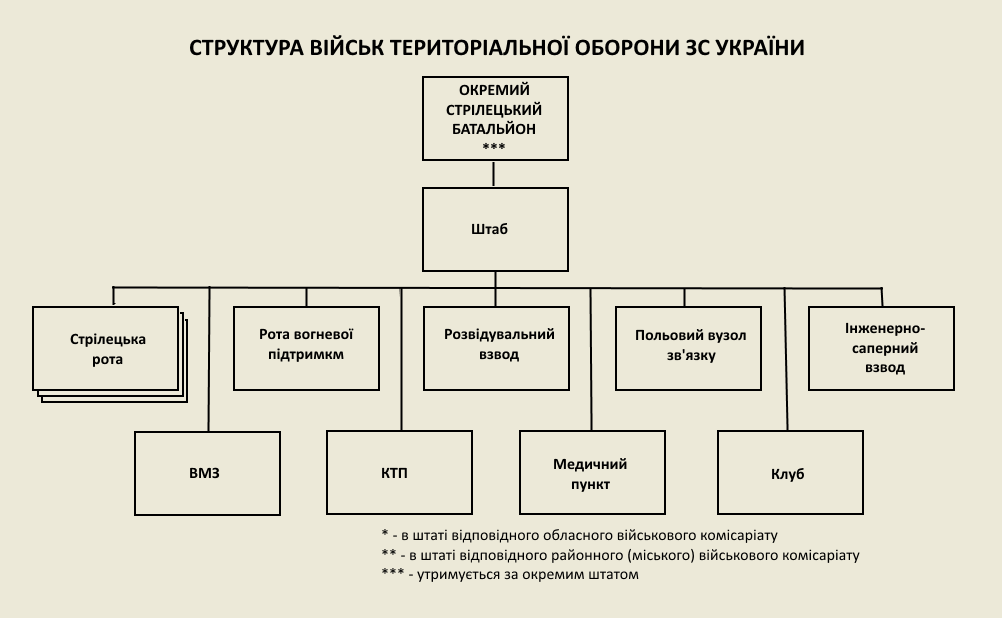
Структура стрілецького батальйону

- озброєння: ЗУ-23-2, 82-мм міномет 2Б9 «Волошка», РПГ-7, АК, ПМ
- техніка: автомобільна

## Втрати
1. Максим Сторожук, старший стрілець 3 стрілецького відділення 3 стрілецького взводу 1 стрілецької роти. Загинув 2 грудня 2022 року у місті Бахмут Донецької області[2].
2. Євгеній Володимирович Нагорний, загинув 16 червня 2023 року[3]
3. Гражданкін Владислав Олегович, старший солдат, гранатометник 1 стрілецького відділення 3 стрілецького взводу 1 стрілецької роти. Помер від гострої серцевої недостатності 13 вересня 2023 року[4]
4. Кива Сергій Валерійович, 22.06.1995—21.01.2024, старший стрілець-оператор стрілецького відділення. Загинув в н.п Макіївка Сватівського району Луганської області